# Leo Sayer
Pour les articles homonymes, voir Sayer.
Leo Sayer, de son vrai nom Gerard Hugh Sayer est un chanteur né le 21 mai 1948 à Shoreham-by-Sea (Grande-Bretagne).
En 2007, il participe au Celebrity Big Brother aux côtés de Jade Goody, Jermaine Jackson, Shilpa Shetty ou encore Ken Russell.

## Discographie
- 1973 : Silver Bird
- 1974 : Just A Boy
- 1975 : Another Year
- 1976 : Endless Flight
- 1977 : Thunder In My Heart
- 1978 : Leo Sayer
- 1979 : The Very Best of Leo Sayer
- 1979 : Here
- 1980 : Living In A Fantasy
- 1982 : World Radio
- 1982 : Have You Ever Been in Love
- 1985: When I Need You (Chanson reprise en Français par Sylvie VARTAN sous le titre "Je pardonne" sur l'album "Georges" 1977)
- 1990 : Cool Touch
- 1993 : All the Best
- 1998 : You Make Me Feel Like Dancing - The Groove Generation featuring Leo Sayer
- 1999 : The Definitive Hits Collection
- 2004 : Endless Journey - The Essential Leo Sayer
- 2005 : Voice In My Head
- 2006 : Thunder In My Heart Again - Meck featuring Leo Sayer
- 2019 : Selfie
- 2024 : 1992

## Filmographie
- 1977 : The Little and Largest Show on Earth (TV)
- 1978 : Julie Andrews: One Step Into Spring (TV) : Guest
- 1981 : The Raccoons on Ice (TV) : Dan the Forest Ranger (voix)
- 1983 : Leo Sayer (série TV)